# Amanda Tenfjord

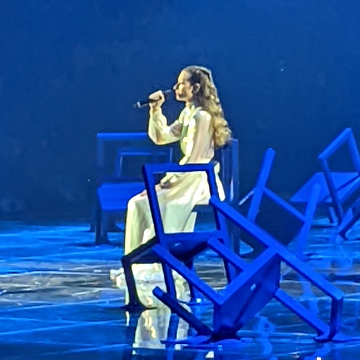
Amanda Tenfjord beim Eurovision Song Contest 2022

Amanda Klara Georgiadis Tenfjord (griechisch Αμάντα Κλάρα Γεωργιάδη; * 9. Januar 1997) ist eine griechisch-norwegische Sängerin und Songwriterin. Sie vertrat Griechenland mit dem Lied Die Together beim Eurovision Song Contest 2022.

## Leben
Tenfjord ist die Tochter eines Griechen und einer Norwegerin. Ihre ersten drei Lebensjahre verbrachte sie in Ioannina, Griechenland. Danach zog sie in die Ortschaft Tennfjord in der Kommune Haram. Im Alter von fünf Jahren fing sie damit an, Klavier zu spielen. Später nahm sie Gesangsstunden, wobei ihre Gesangslehrerin die Mutter der Highasakite-Sängerin Ingrid Helene Håvik, war. In der weiterführenden Schule in Ålesund besuchte sie die gleiche Klasse wie die Sängerin Sigrid. Nach dem Ende ihrer Schulzeit zog Tenfjord nach Trondheim, wo sie an der Technisch-Naturwissenschaftlichen Universität Norwegens (NTNU) ein Medizinstudium begann. Im Alter von 18 Jahren gewann sie 2015 mit dem Lied Run den regionalen Musikwettbewerb Musikkprisen in Møre og Romsdal. Im Jahr 2016 nahm sie an der von TV 2 ausgestrahlten Musikshow The Stream teil. Dort kam sie unter die besten 30 Teilnehmer. In der Show sang sie unter anderem ihr selbstgeschriebenes Lied Man of Iron. Im Jahr 2017 trat Tenfjord auf dem Øyafestivalen auf. Sie unterbrach ihr Medizinstudium, um verstärkt auf eine Musikkarriere zu setzen. Es folgten Auftritte bei Trondheim Calling und in der Talkshow Lindmo. Im Jahr 2018 veröffentlichte sie mit First Impression ihre Debüt-EP. Für die Band Highasakite war Tenfjord im Jahr 2019 als Support-Act tätig. Ihr Lied Troubled Water wurde für die Serie Spinning Out genutzt, die 2020 ihre Premiere hatte. Während der COVID-19-Pandemie nahm sie ihr Medizinstudium erneut auf.
Die griechische Rundfunkanstalt Elliniki Radiofonia Tileorasi (ERT) gab im November 2021 bekannt, dass Tenfjord zu den fünf Finalisten im internen Vorentscheid für den Eurovision Song Contest 2022 zähle. Am 15. Dezember 2021 wurde sie als Vertreterin Griechenlands präsentiert. Tenfjords Beitragslied Die Together wurde schließlich am 10. März 2022 veröffentlicht. Im Zusammenhang mit dem Eurovision Song Contest trat sie auch unter dem Namen Amanda Georgiadi Tenfjord auf. Beim Eurovision Song Contest konnte sich Tenfjord im ersten Halbfinale am 10. Mai 2022 für das Finale qualifizieren. Dort erreichte sie mit 215 Punkten den achten Platz. Im Anschluss an den Eurovision Song Contest schloss Tenfjord ihr Medizinstudium ab. Im September 2022 veröffentlichte sie in Zusammenarbeit mit der griechischen Sängerin Evangelia die Single Aman. Im Oktober 2022 gab sie ihr Debütalbum In Hindsight heraus. Beim Musikpreis P3 Gull sowie beim Spellemannprisen 2022 war Tenfjord in der Newcomer-Kategorie nominiert.

## Auszeichnungen
- 2022: Nominierung in der Kategorie „Durchbruch des Jahres“, P3 Gull[21]
- 2022: Nominierung in der Kategorie „Durchbruch des Jahres“, Spellemannprisen 2022[22]

## Diskografie

### Alben
- 2022: In Hindsight

### EPs
- 2018: First Impression
- 2021: Miss the Way You Missed Me

### Singles
- 2018: First Impression
- 2018: No Thanks
- 2018: Let Me Think
- 2019: The Floor Is Lava
- 2019: Troubled Water
- 2019: Kill the Lonely
- 2020: As If
- 2020: Pressure
- 2020: Then I Fell in Love
- 2021: Promises (mit Thomas Dybdahl)
- 2022: Die Together
- 2022: Plans
- 2022: All in
- 2022: Aman (feat. Evangelia)
- 2022: I’ll Stay